# Ciclo de la cruzada
El Ciclo de la cruzada es un ciclo épico de cantares de gesta franceses cuyo tema principal es la Primera Cruzada y hechos posteriores.
Este conjunto de cantares que componen el ciclo se divide, según los investigadores, en dos partes:
Primer ciclo de la cruzada (canciones del siglo XII-XIII)
- Chanson de Antioche
- Les chétifs (esp. Los cautivos)
- Chanson de Jerusalén o Conquista de Jerusalén .

A este núcleo del ciclo aún se añadieron otras canciones en torno a la figura de Godofredo de Bouillon.
Segundo ciclo de la cruzada (canciones del siglo XIV y siglo XV)
- Le Chevalier au cygne et Godefroid de Bouillon
- Baudouin de Sebourc
- Le bastard de Bouillon